# Brené Brown
Brené Brown, née le 18 novembre 1965 à San Antonio, au Texas, est travailleuse sociale, chercheuse en sciences humaines et sociales à l'université de Houston et conférencière.

## Biographie
Brené Brown est une travailleuse sociale diplômée. Docteure en travail social, diplômée en 2002 à l'Université de Houston, où elle est maintenant chercheuse. Ses recherches portent sur la vulnérabilité, le courage, la valeur ou encore la honte, thèmes sur lesquels elle a publié divers ouvrages.
Elle a également créé sa propre société de conseil, qui aide les organisations à intégrer au sein de leur culture les valeurs qui font naître la créativité et le changement.

## Publications

### Ouvrages
- Braver sa nature sauvage, Béliveau éditeur, 2019
- La grâce de l'imperfection, Béliveau éditeur, 2017
- Comment affronter l'adversité : se relever après la chute, Guy Trédaniel éditeur, 2017
- Cessez d'être parfait, soyez vous-même, Éditions LEDUCS.S, 2016
- Le Pouvoir de la vulnérabilité : La vulnérabilité est une force qui peut transformer votre vie, Éditions Guy Trédaniel, 2014 (Daring Greatly, New York City, NY: Gotham, 2012).
- La Force de l'imperfection, Éditions LEDUC.S, 2014, rééd. 2016 (The Gifts of Imperfection: Let Go of Who You Think You're Supposed to Be and Embrace Who You Are. Center City, MN: Hazelden, 2010).
- Connections: A 12-Session Psychoeducational Shame-Resilience Curriculum. Center City, MN: Hazelden, 2009
- Dépasser la honte : Comment passer de « Que vont penser les gens ? » à « Je suis bien comme je suis », Éditions Guy Trédaniel, 2015 (I Thought It Was Just Me (but it isn't): Telling the Truth About Perfectionism, Inadequacy, and Power. New York:Penguin/Gotham, 2007).

## Enregistrements
- TEDxHouston 2010 : The Power of Vulnerability, juin 2010
- TEDxKC 2010 : The Price of Invulnerability
- TED2012 : Listening to Shame, Mars 2012
- Speaker, The UP Experience, Unique Perspectives from Unique People (2009)
- The Power of Vulnerability, Royal Society of Arts, 2013 .